# 前線衛士
前线卫士（英語：Front Line Defenders）是一个总部位于爱尔兰的人权组织，成立于2001年。旨在保护那些以非暴力方式维护《世界人权宣言》中所述他人人权的人。
前线卫士的总体目标是使人权捍卫者作为社会变革的关键推动者能够在不受骚扰、恐吓和逮捕的风险下继续工作。

## 历史
前线卫士由大赦国际前爱尔兰董事玛丽·劳勒创立，企业家、慈善家丹尼斯·奥布赖恩捐赠300万美元。前线卫士在联合国经济及社会理事会具有特别咨询地位，此外它也是非洲人权和人民权利委员会的观察员。
2006年，前线卫士在布鲁塞尔设立欧盟办事处。
2007年，前线卫士获得博杜安国王国际发展奖。2014年7月3日，获得法国驻爱尔兰大使颁发的法国荣誉军团勋章。2018年，获得联合国人权奖。

## 前线卫士奖
前线卫士奖设立于2005年，根据其官方网站，该奖项授予“通过非暴力工作，勇于为促进和保护他人人权做出杰出贡献，经常冒着极大的个人风险”，该奖项奖金为1.5万欧元，并且引起了国际社会的关注。
该奖项获得者如下：
- 2005 – Mudawi Ibrahim Adam，苏丹
- 2006 – Ahmadjan Madmarov，乌兹别克斯坦
- 2007 – Gégé Katana，刚果民主共和国
- 2008 – 安瓦尔·艾哈迈德·布尼，叙利亚
- 2009 – Yuri Melini，危地马拉
- 2010 – Soraya Rahim Sobhrang，阿富汗
- 2011 – Joint Mobile Group，俄罗斯
- 2012 – 拉赞•加扎维，叙利亚
- 2013 – Biram Dah Abeid，毛里塔尼亚
- 2014 – Society for Appraisal and Women Empowerment in Rural Areas，巴基斯坦
- 2015 – 郭飞雄，中国[3]
- 2016 – Ana Mirian Romero，洪都拉斯[4]
- 2017 – Emil Kurbedinov，克里米亚[5]
- 2018 – Nurcan Baysal，土耳其
- 2019 – 巴德尔·巴布，突尼斯